# Площа Святого Юра
Пло́ща Свято́го Ю́ра — площа у Галицькому районі міста Львова на Святоюріївській горі. Від площі розходяться вулиці: Листопадового чину, Устияновича, Карпінського, Шептицьких, Митрополита Андрея, а через вулицю Озаркевича площа сполучається з вулицею Городоцькою.

## Історія
1655 року тут встановив свої намети табір Богдана Хмельницького. На честь цієї події 1979 року встановлено меморіальну таблицю на будинку № 6 (скульптор Дмитро Крвавич).
У XVIII — середині XIX століття площа була відома своїми ярмарками. З 1679 року на площі проводилися щорічні ярмарки. Поступово вони набули широкого розголосу і, починаючи з 1780-х років, майже до кінця наступного століття відбувалися вже двічі на рік — на свято Юрія та на Покрову Пресвятої Богородиці. Найбільшого піднесення Святоюрські ярмарки досягли у першій половині XIX століття. Ярмарок розміщувався на величезному плаці, що прилягав до монастирських забудов з південного боку і тривав декілька тижнів. Більша частина колишньої ярмаркової території нині зайнята пізнішими спорудами різноманітного призначення.
Про ярмарок написана картина художника Антона Ланге «Ярмарок під святим Юрієм у Львові» (пол. «Jarmarek pod Świętym Jerzym we Lwowie»), літографована у львівській майстерні Піллера у першій половині 1840-х років. Також ярмарки на площі святого Юра описано у спогадах львівського письменника-мемуариста Станіслава Шнюр-Пепловського.
У 1897 році львівський садівник (інспектор міських плантацій) Арнольд Рерінг заклав посеред площі рекреаційно-транзитний сквер, площею 1,7 га.

## Забудова
№ 1/2 — будівля монастиря Святого Серця споруджена у 1855 році, а у 1860—1864 роках до будівлі монастирського виховного корпусу з боку великого саду прибудовано невеликий костел Святого Серця Ісусового (за проєктом архітектора Вінцента Равського-старшого), освячений 24 травня 1864 року, на честь найсвятішого Серця Ісусового та Пречистої Діви Марії. Після приходу радянської влади у 1944 року костел та монастир були закриті, а на початку 1970-х років знесено костел, а сиротинець та сад колишнього монастиря ліквідовано. Приміщення сиротинцю передано Львівському політехнічному інституту, де згодом відкрився навчальний корпус № 3 цього вишу. Зберігся фасад з 1885 року (архітектор І. Левинський). Будівля внесена до Реєстру пам'яток архітектури місцевого значення під охоронним № 367-м.
№ 3 — будівля студентської бібліотеки національного університету «Львівська політехніка» зі скляним фасадом споруджена 1970 року за проєктом архітектора Павла Мар'єва.
№ 4 — будівля лабораторного корпусу проблем хімії Львівського політехнічного інституту (нині — хімічний факультет Національного університету «Львівська політехніка») споруджена 1962 року за спільним проєктом архітекторів Миколи Мікули, Ярослава Назаркевича та Валеріана Сагайдаковського.
№ 5 — комплекс собору святого Юра. На території комплексу, 1910 року була заснована одна з найбільших українських шкіл — школа імені Б. Грінченка. Зважаючи на місце розташування школи у Городецькому передмісті, її відвідувачами були переважно діти працівників залізниці — залізничних робітників та кондукторів. У цьому будинку діяла 7-класна дівоча народна школа та дівоча фахова доповнююча школа імені Б. Грінченка та належала до системи шкіл «Рідної школи». Комплекс споруд собору святого Юра внесений до Реєстру пам'яток архітектури місцевого значення під охоронними № 376/1-м, № 376/2-м, № 376/3-м та № 376/4-м відповідно.
№ 9 — будівля колишньої хімічної лабораторії Політехніки, спорудженої у 1873—1876 роках за проєктом архітектора Юліана Захаревича у стилі історизму. Фасад і інтер'єр прикрашені неоренесансними рельєфами Леонарда Марконі. Нині тут розташований інститут хімії та хімічних технологій або  9-й навчальний корпус національного університету «Львівська політехніка». Будівля внесена до Реєстру пам'яток архітектури місцевого значення під охоронним № 367-м.

## Світлини

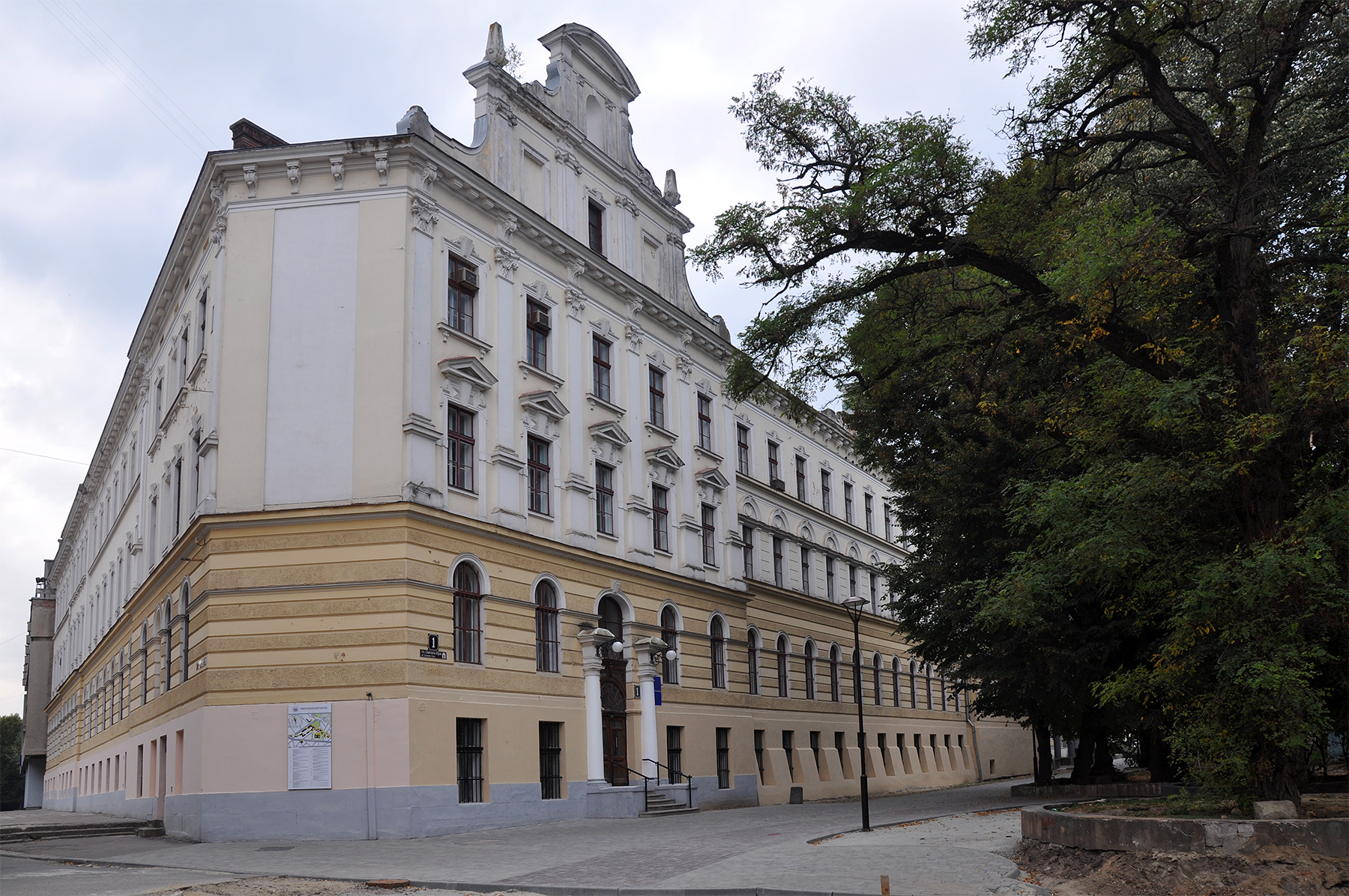
Будинок № 1. Колишній монастир Святого Серця. Сьогодні навчальний корпус № 3 Національного університету «Львівська політехніка»
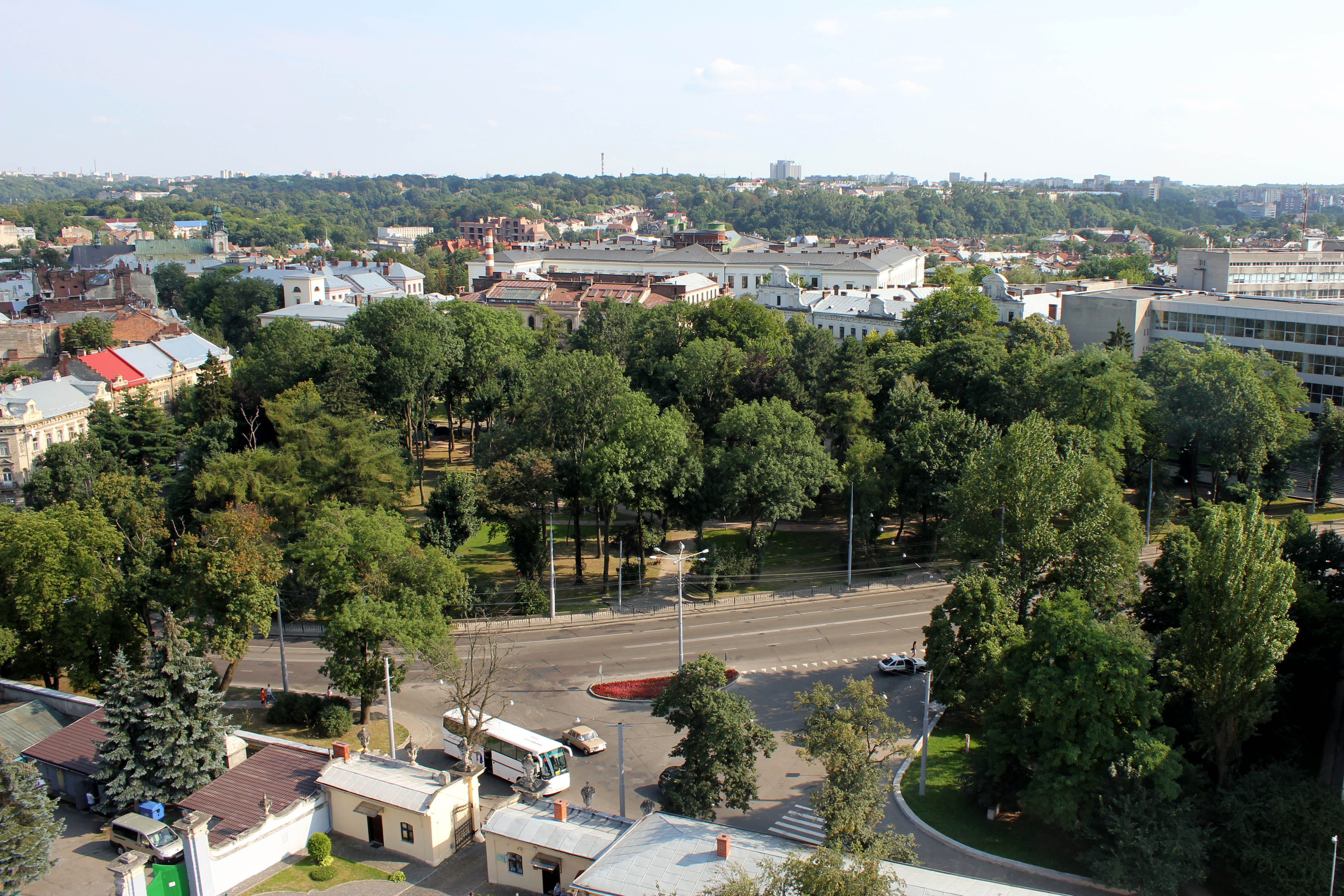
Площа святого Юра
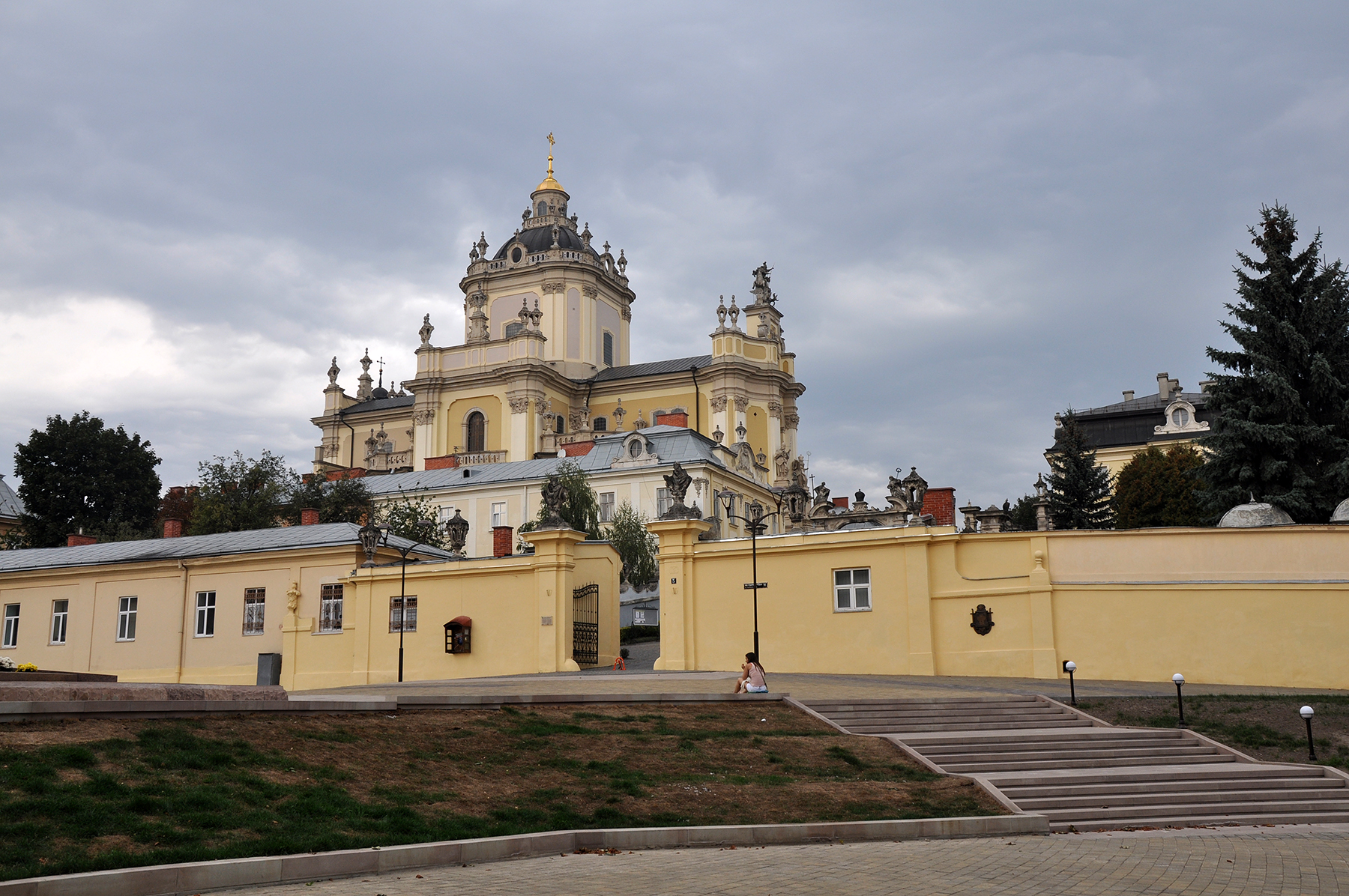
Комплекс собору святого Юра
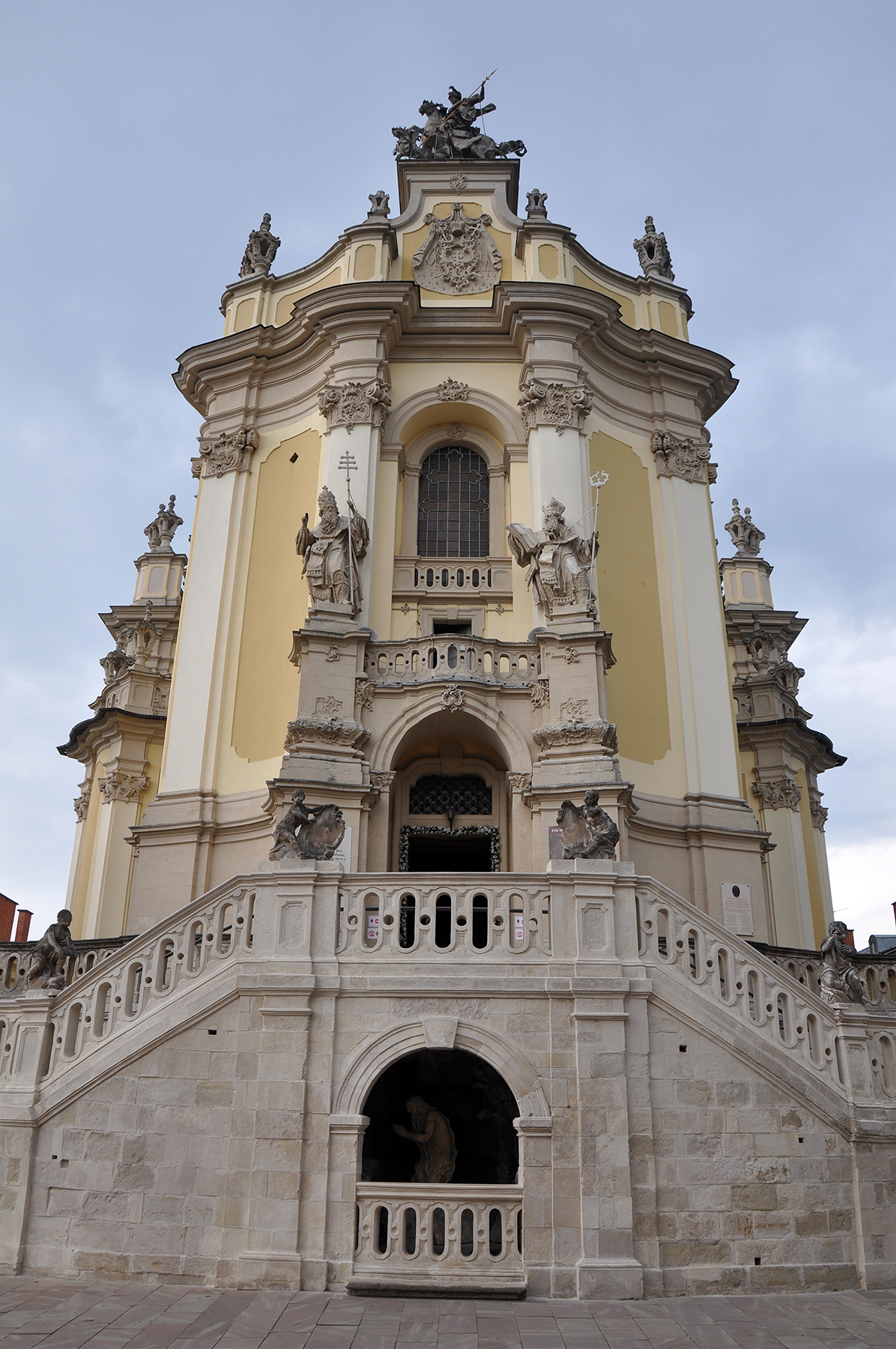
Собор святого Юра
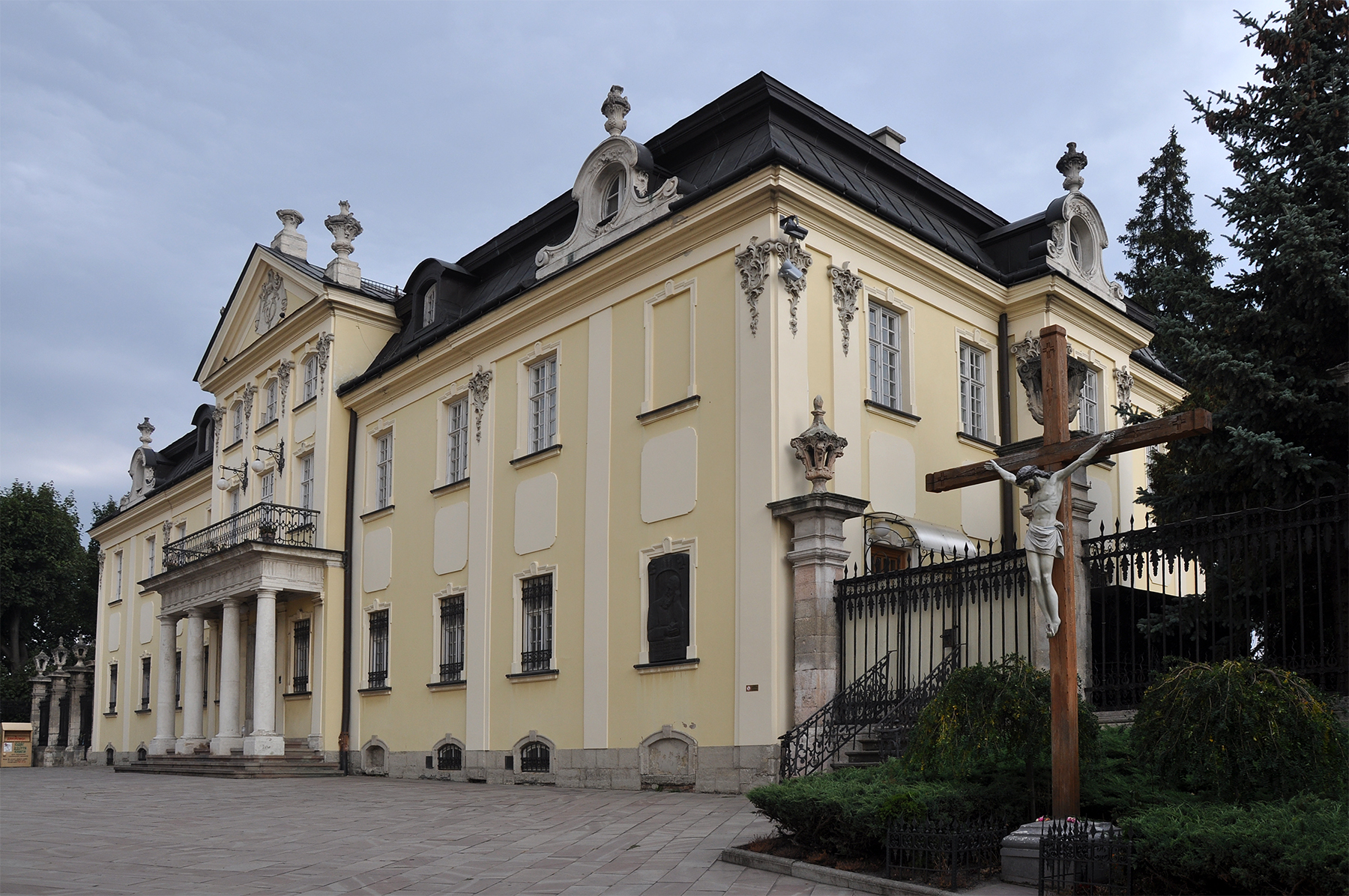
Палац митрополита
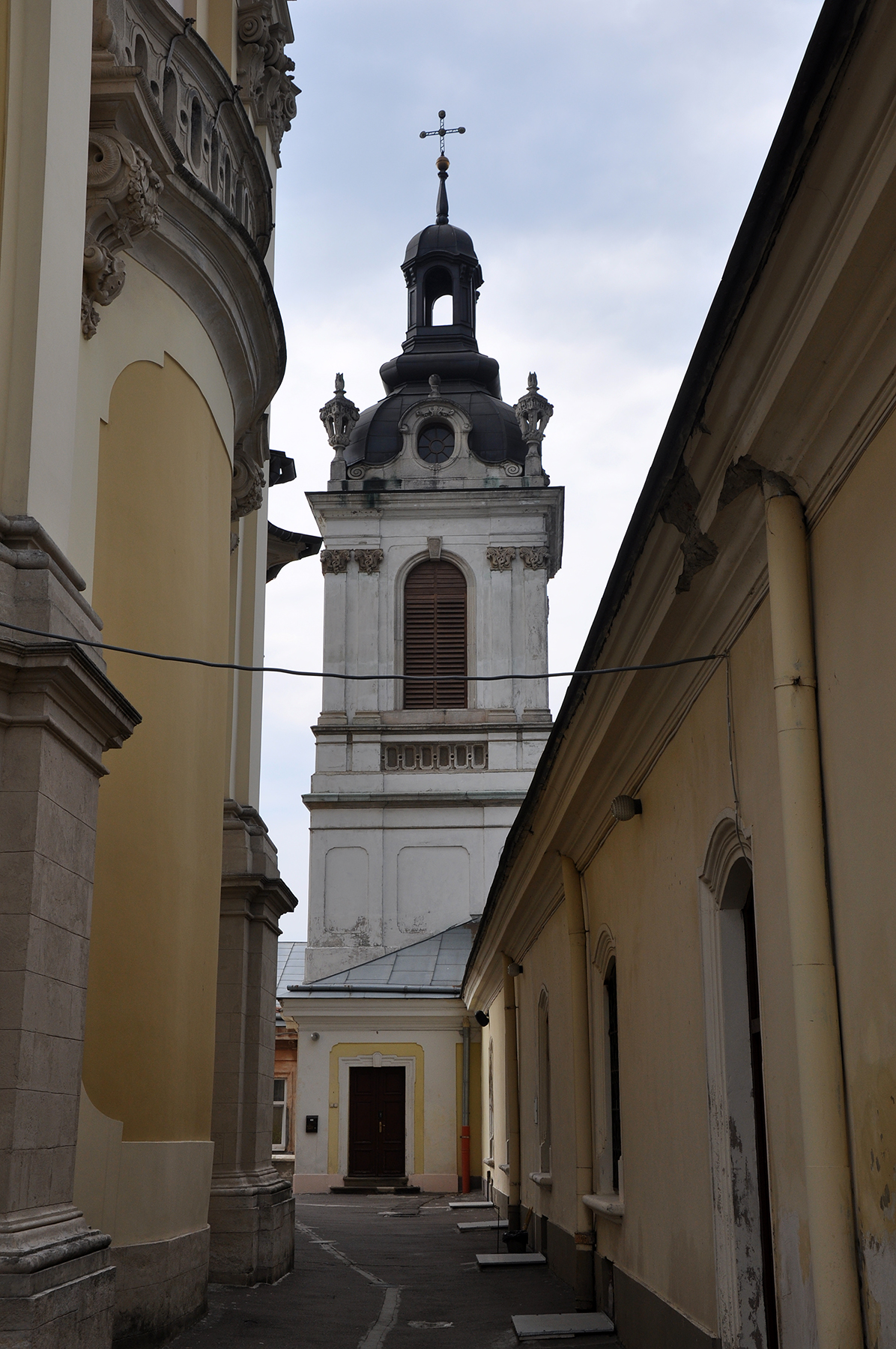
Дзвіниця собору святого Юра
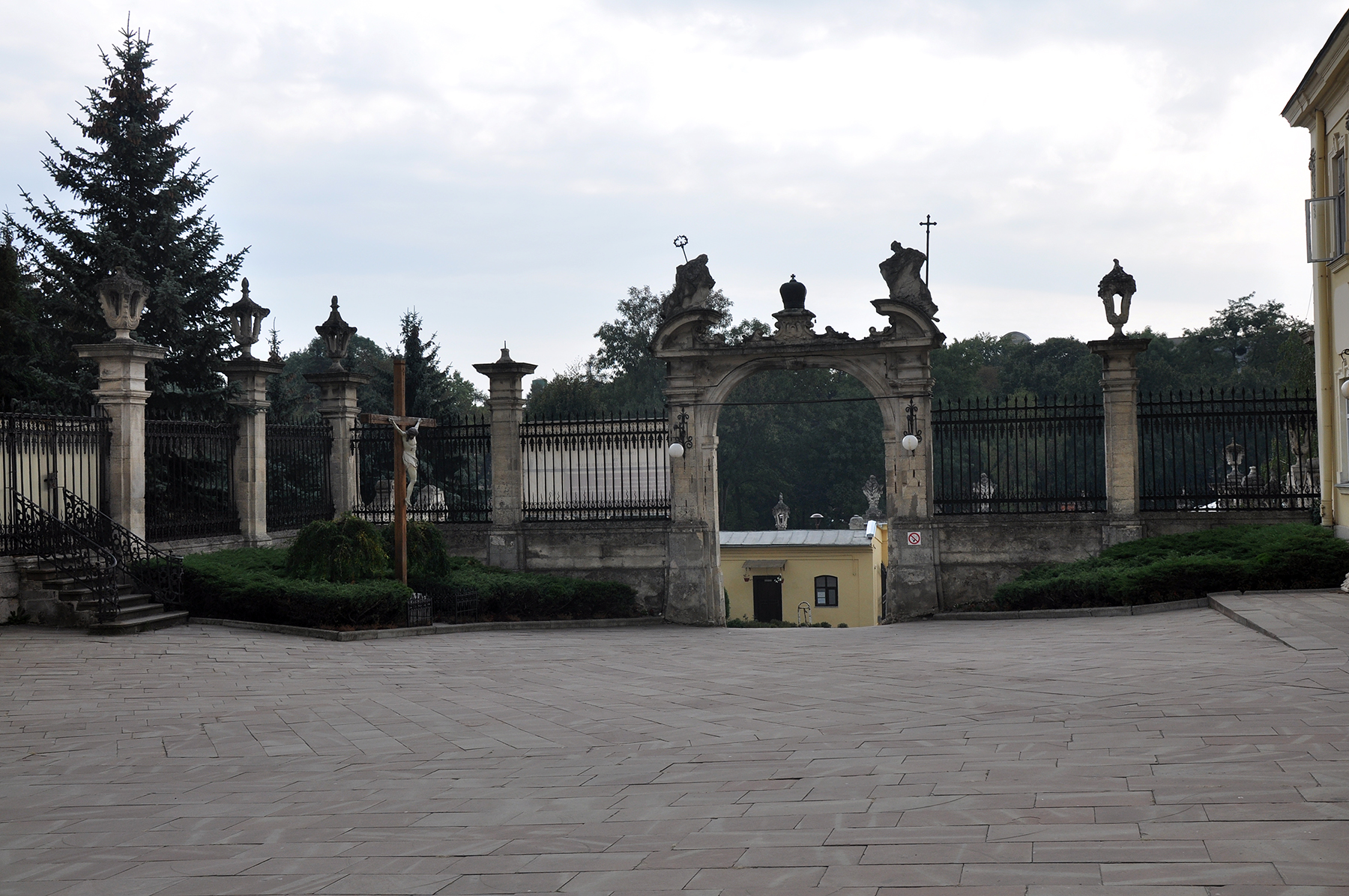
Огорожа і брама собору святого Юра
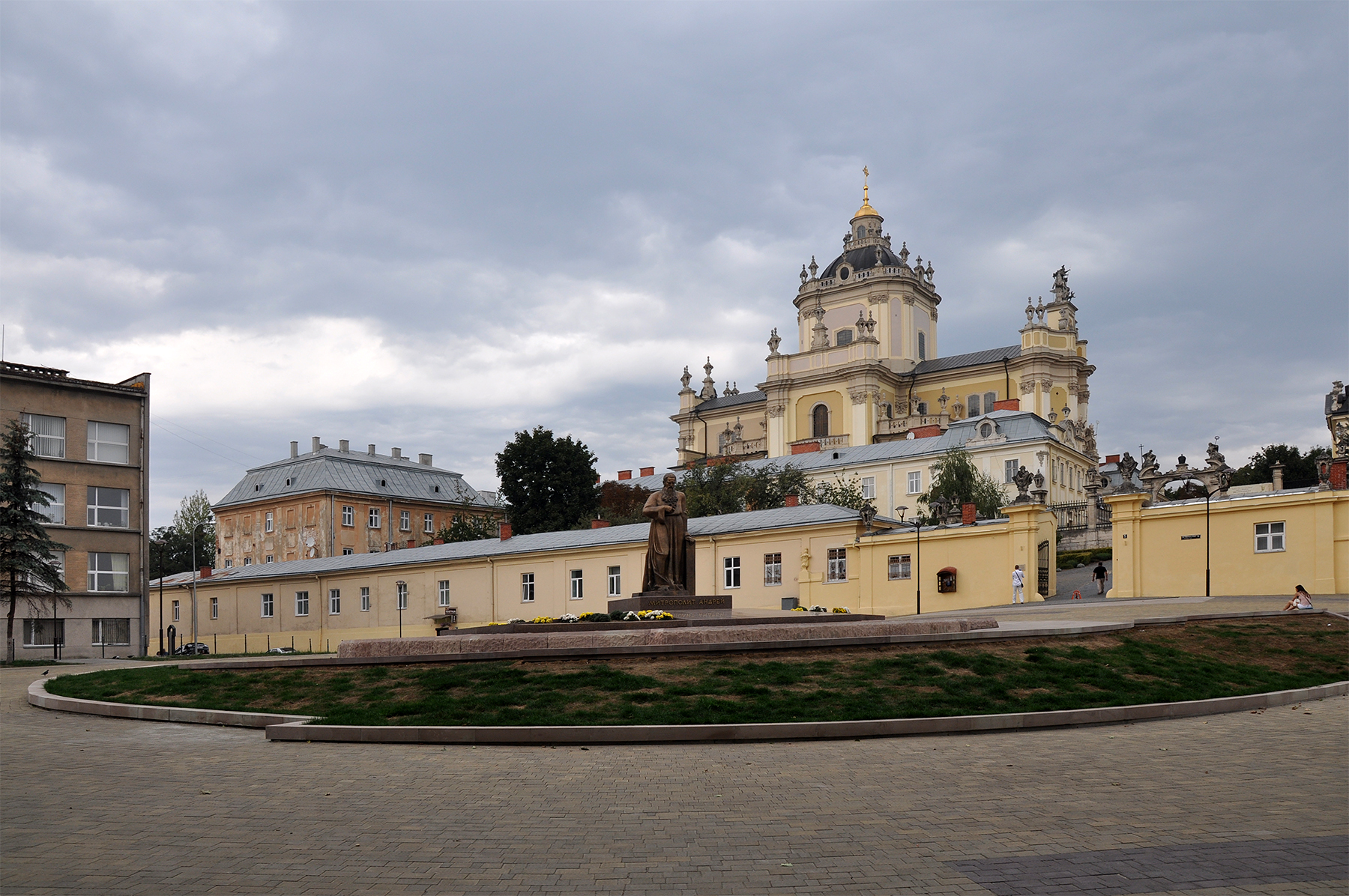
Загальний вид на площу
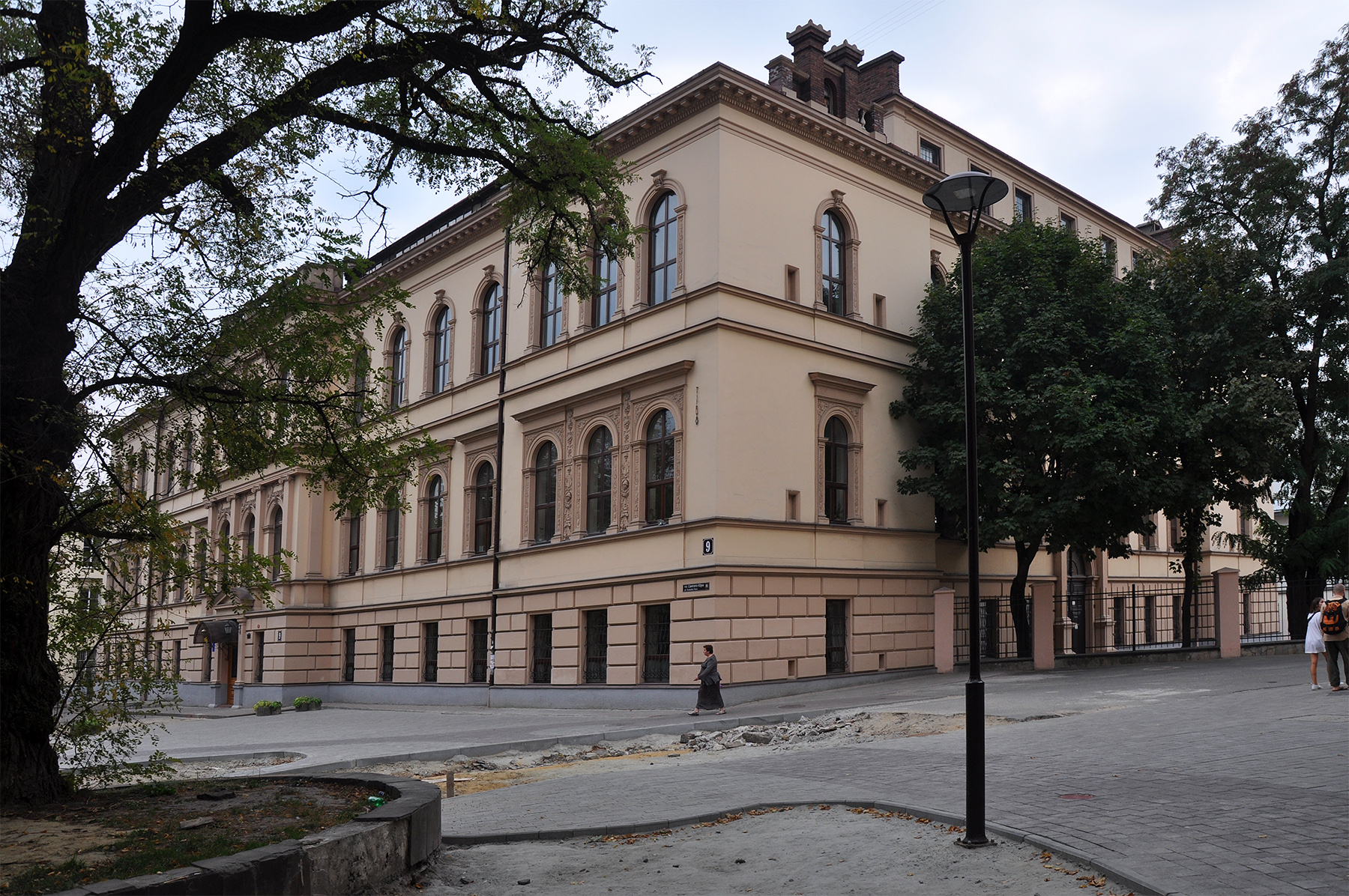
Будинок № 9. Навчальний корпус Національного університету «Львівська політехніка»

## Пам'ятники
29 липня 2015 року на площі перед Архікафедральним собором святого Юра за присутності п'ятого президента України Петра Порошенка урочисто відкрито пам'ятник митрополиту Андрею Шептицькому. Скульптор — Андрій Коверко, архітектори — Ігор Кузьмак і Михайло Федик. Бронзова скульптура Митрополита Андрея Шептицького має 3,6 м заввишки, стоїть на гранітному стилобаті (постаменті), орієнтована на південний схід. Загальна висота композиції з базисною частиною в камені — до 5,8 м.